# Budget annexe
En droit budgétaire français, un budget annexe retrace des opérations de services de l'État non dotés de la personnalité morale qui fournissent à titre principal des biens des services donnant lieu au paiement de redevances. Les budgets annexes  sont séparés du budget général de l'État, mais leur création et leurs crédits sont votés en loi de finances.
L'existence des budgets annexes est une dérogation au principe d'unité budgétaire.
Le nombre des budgets annexes a diminué. Il en reste deux dans le budget 2011 :
- « Contrôle et exploitation aériens » ;
- « Publications officielles et information administrative ».